# Flabellina affinis
La flabellina rosa (Flabellina affinis (Gmelin, 1791)) è un mollusco nudibranchio della famiglia Flabellinidae.

## Descrizione
Corpo e rinofori colore violaceo, rosa o lilla, evidenti cerata sul dorso. Fino a 4 centimetri. Manca totalmente l'apparato branchiale, in quanto la respirazione avviene attraverso la pelle.

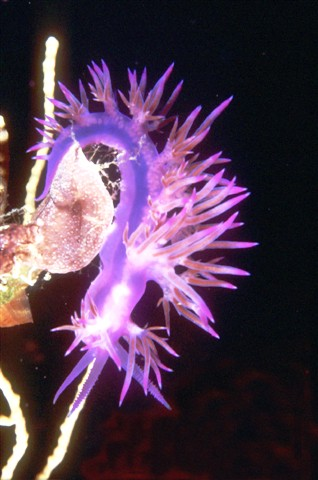
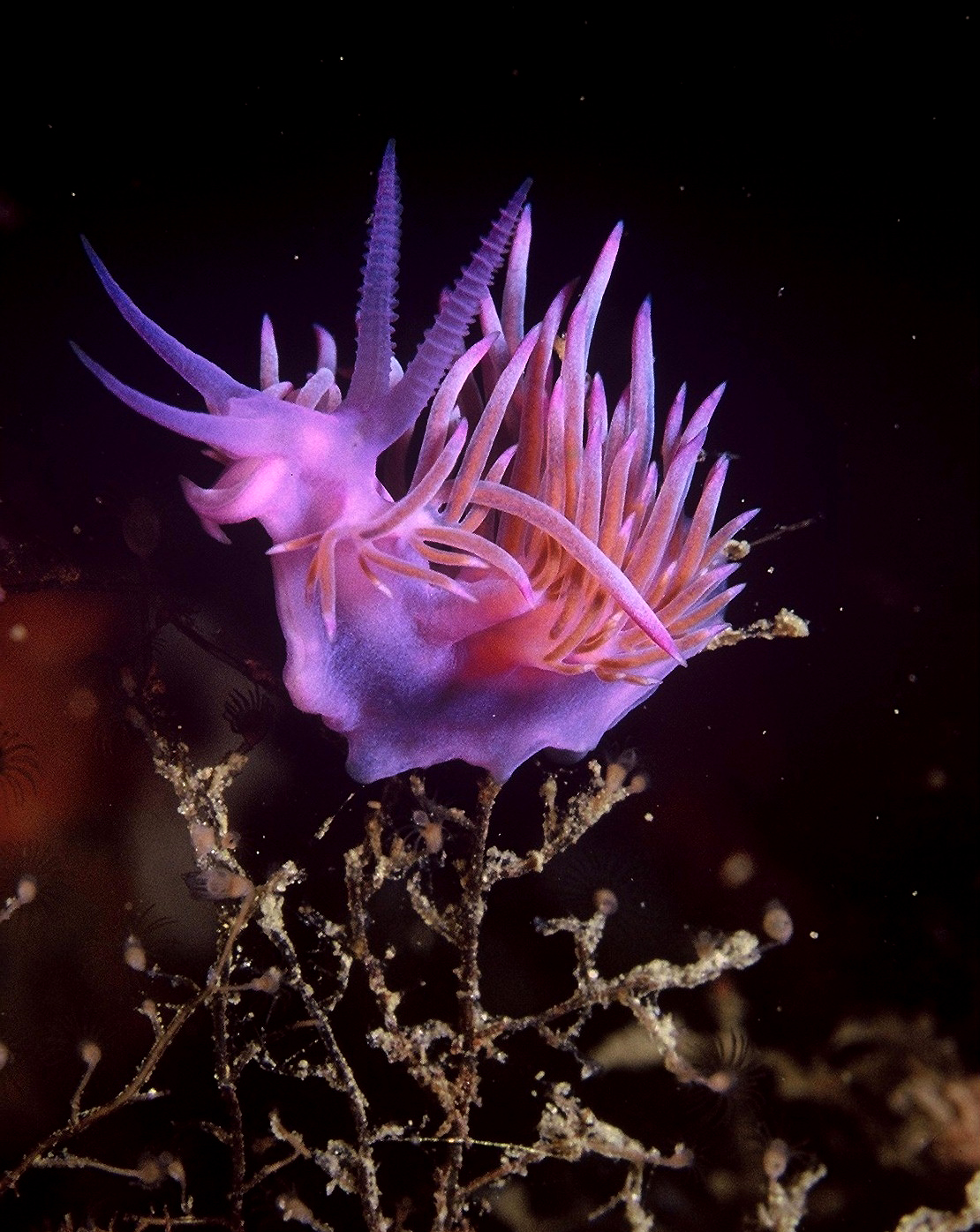
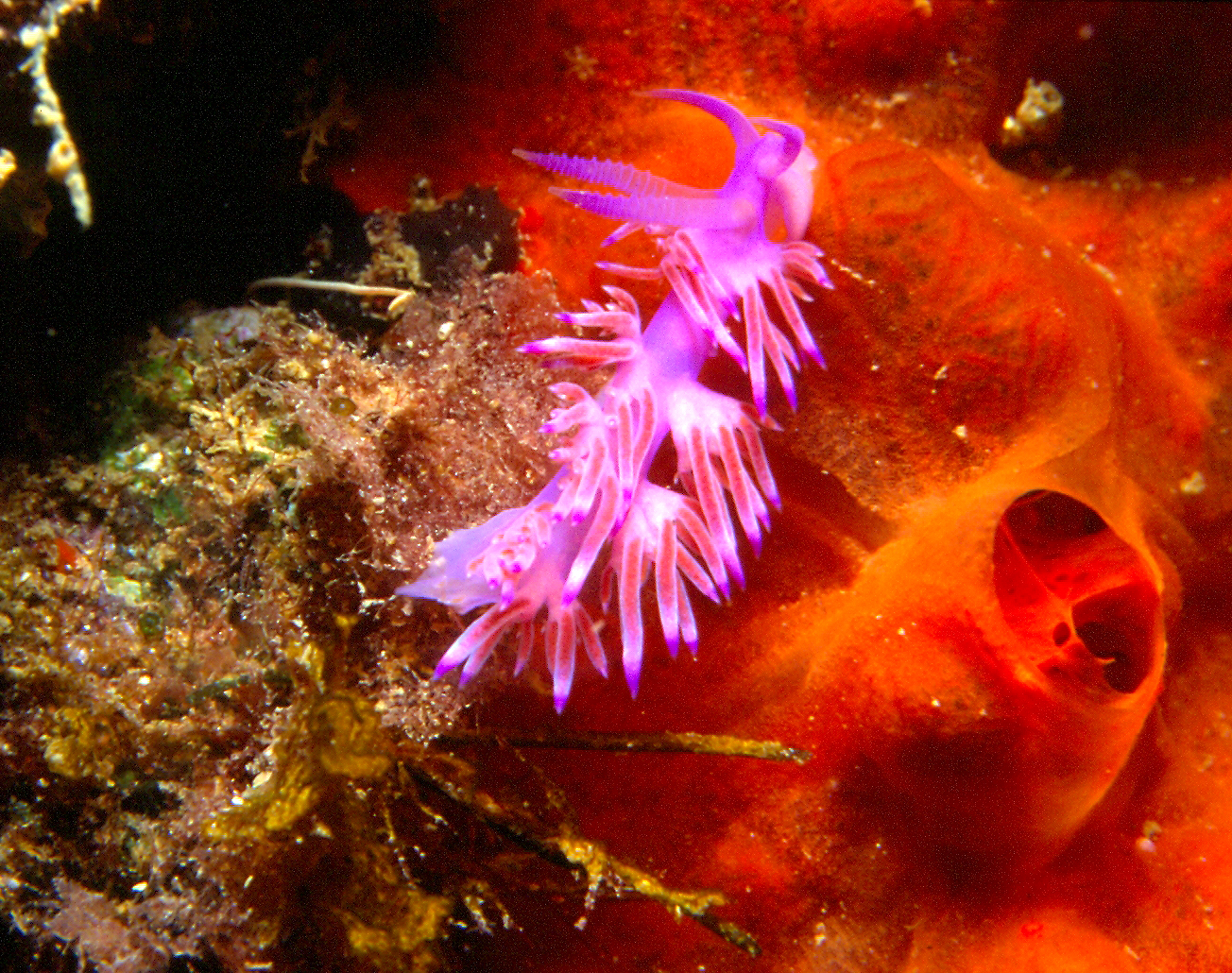
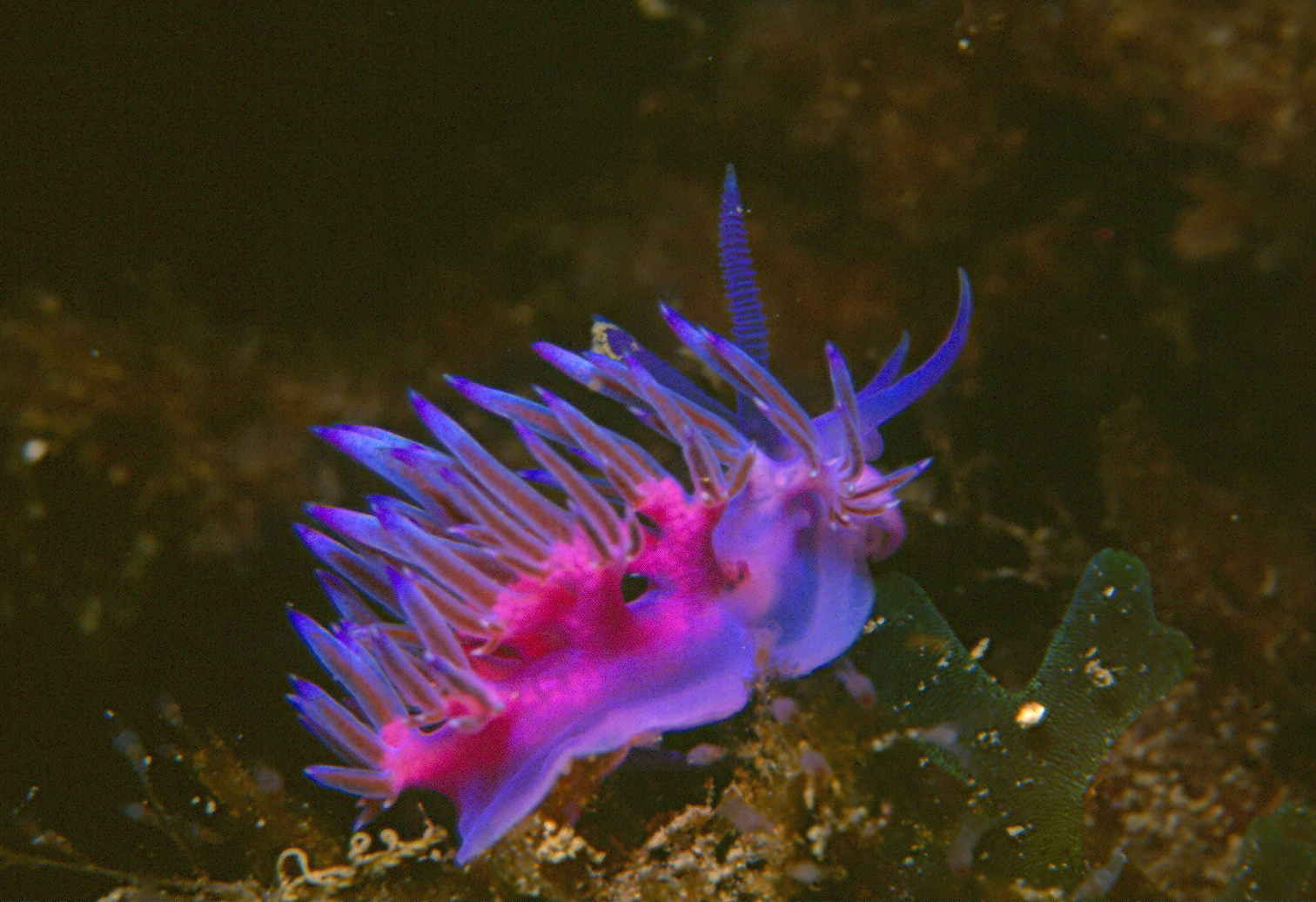

## Biologia
Si nutre esclusivamente di idrozoi del genere Eudendrium (Eudendrium glomeratum, Eudendrium racemosum, Eudendrium ramosum), di cui utilizza le cellule urticanti per la difesa, dopo averle immagazzinate nei cerata dell'apparato digerente.

## Distribuzione e habitat
Comune nel Mar Mediterraneo, Oceano Atlantico orientale fino al Ghana, da pochi metri fino a 50 di profondità.